# Mahmoud El-Tayeb
Mahmoud El-Tayeb (ur. 1 stycznia 1957 w Al-Kadarif,  zm. 12 czerwca 2024) – archeolog, nubiolog, doktor habilitowany, profesor Uniwersytetu Warszawskiego, kierownik Stacji Badawczej w Chartumie CAŚ UW. W Polsce od 1975 roku. W latach 1983–1990 był pracownikiem sekcji badań terowych Sudańskiej Służby Starożytności. Od 1996 pracował jako asystent, a następnie adiunkt w Instytucie Archeologii UW. W latach 1997–1998 był też wykładowcą Wydziału Historycznego Uniwersytetu Gdańskiego. Od 2009 roku zatrudniony był w Centrum Archeologii Śródziemnomorskiej UW.
W 1990 rozpoczął studia doktoranckie w Instytucie Archeologii UW, które zakończył rozprawą doktorską na Wydziale Historycznym UW pod kierunkiem prof. W. Godlewskiego zatytułowaną Genesis of the Makurian Culture, in the Light of Archaeological Sources. Następnie w 2013 ukończył rozprawę habilitacyjną pod tytułem Burial Traditions in Nubian Early Makuria. Wiosną 2024 roku został profesorem Uniwersytetu Warszawskiego. Zmarł 12 czerwca 2024 roku i został pochowany na Muzułmańskim Cmentarzu Tatarskim w Warszawie. 
Zarządzeniem Dyrektora Centrum Archeologii Śródziemnomorskiej im. Kazimierza Michałowskiego Uniwersytetu Warszawskiego z dnia 18 czerwca 2024 r. Stacja Badawcza CAŚ UW w Chartumie otrzymała imię Mahmouda El-Tayeba. Profesor El-Tayeb był kierownikiem Stacji od jej powołania w 2018 r. aż do śmierci w 2024 r.

## Prace badawcze
- W latach 1983–1990 był kierownikiem ekspedycji w El-Ahamda (na płn. od Chartumu), El-Sabiel „Soba East” oraz El-Ghaddar (koło Starej Dongoli). Uczestniczył w wielu zagranicznych ekspedycjach pracujących w Sudanie jako inspektor Sudańskiej Służby Starożytności.
- W latach 1998–2003 uczestniczył w ekspedycji "Southern Dongola Reach Project" prowadzonej przez profesora Bogdana Żurawskiego[2].
- W 2004 roku założył i współkierował projektem "Early Makuria Research Project", powstałym w ramach współpracy Centrum Archeologii Śródziemnomorskiej UW i Sudańskiej Służby Starożytności[2].
- W latach 1996–2013 brał udział w badaniach powierzchownych Muzeum Archeologicznego w Gdańsku w rejonie czwartej katarakty nilowej oraz wykopaliskach w świątyni w Awlib koło miejscowości Kabushija[2].

- W latach 2000–2009 brał udział w badaniach polsko-libańskiej misji archeologicznej w Chhim, był kierownikiem podprojektu „Archeologiczny rekonesans w prowincji Kharroub”[2].

- W latach 2000–2013 brał udział w udział w badaniach Polsko-Libańskiej Ekspedycji Archeologicznej w Jiyeh, Liban, pod kierownictwem dr. hab. Tomasza Waliszewskiego[2].
- W latach 2005–2006 był współkierownik misji archeologicznej w Sudanie z ramienia Wyższej Szkoły Humanistycznej w Pułtusku – rekonesans archeologiczny w górach Noba i na lewym brzegu Nilu, pomiędzy El-Debba i Merowe[2].

## Ważniejsze publikacje naukowe
- 2021 El-Tayeb, M. & Czyżewska-Zalewska, E. (Eds.). Early Makuria Research Project. El-Zuma cemetery: 3-vol. set;[6]
- 2021 El-Tayeb, M., Post-Meroe in Upper Nubia, in G. Emberling & B. Williams (eds), The Oxford Handbook of Ancient Nubia, Oxford University Press, pp. 733–757[7]

- 2012 El-Tayeb, M., Funerary traditions in Nubian Early Makuria, (=African Reports Monograph Series 1), Gdańsk: Muzeum Archeologiczne w Gdańsku; ISBN 9788385824572[8]

- 2002 El-Tayeb, M., Genesis of the Makurian culture in the light of archaeological sources, CRIPEL Supp. 6, Lille: ISBN  2-9504764-4-9[9]